# Antho karykina
Antho karykina är en svampdjursart som först beskrevs av de Laubenfels 1927.  Antho karykina ingår i släktet Antho och familjen Microcionidae. Inga underarter finns listade i Catalogue of Life.